# Читрал (місто)
Читрал (урду چترال перекладається як поле з мови Кховар) — місто, столиця округу Читрал, розташований на західному березі річки Читрал (або Кунар). Місто розташоване у підніжжя гори Тиріч-Мир (7708 м), найвищого піка Гіндукушу. Чисельність населення міста становить 20000 осіб, в той час, як  округ має площу 14833 км ² і населенням 300,000. Висота долина над рівнем моря 1100 м.

## Географія
Найлегший маршрут до Читрала прямує на південний захід вздовж долини Читрал/Кунар до Джелалабаду. Цей маршрут є відкритим протягом усього року і забезпечує прямий доступ до Кабулу. Але пакистано-афганський кордон (лінія Дюрана) не дозволяє використовувати цей маршрут до Пешавару і на південь країни. Інші маршрути прямують через гірські перевали. На південь, через перевал Ловарі (3200 м)  365 км до Пешавару. На північ, найлегший шлях влітку прямує через перевал Барогіль(3798 м) до Ваханського коридору в Афганістан, але у зимовий час цей маршрут, як правило, закрито. На схід, через перевал Шандур (3719 м) 405 км до Гілгіта. І на захід, через перевал Дорах додатковий маршрут в Афганістан. Округ  сніговими заметами відрізано від решти частини країни протягом шести місяців на рік, ця проблема була вирішена через пуск тунелю Ловарі, який дозволив скоротити час руху до Читралу, а також дозволив доступ у район з іншої частини країни, навіть у холодні зимові місяці.

## Населення
Основне населення кхо й калаші, які розмовляють як рідною мовою, так і вільно володіють пушту й урду. Існує також значна кількість нуристанців, таджиків і узбеків, більшість з яких прибули з Афганістану наприкінці 1980-х.